# Sedat Yücel
Sedat Yücel (* 28. Januar 1987) ist ein deutscher Fußballspieler.

## Karriere

### Jugend bis Zeit in der Türkei
In der Jugend spielte Yücel bei OT Bremen und später bis 2006 in der U-19 von Werder Bremen. Danach wechselte er zum FC Oberneuland in die damals viertklassige Oberliga Nord. Mit dieser Mannschaft ging er zur Saison 2008/09 in die Regionalliga Nord über. In dieser Saison schaffte es Yücel mit seiner Mannschaft bis in die 2. Runde des DFB-Pokals. Nach dieser Saison verließ er Bremen in Richtung Türkei und schloss sich Adana Demirspor an. In der Saison 2009/10 kam er in der dritten türkischen Liga, erstmals am 30. August 2009 in der Qualifikationsrunde der Gruppe 4 beim 4:2-Sieg über Şanlıurfaspor zum Einsatz. In diesem Spiel wurde er in der 72. Minute für Aydin Tabak eingewechselt. Innerhalb der darauf folgenden Abstiegsrunde konnte er sich mit seiner Mannschaft für die Play-offs qualifizieren. Mit einer 3:5 i. E. Niederlage gegen Tavşanlı Linyitspor war nach dem Viertelfinale Schluss. Dies war sein letztes Spiel für den Verein.

### Zurück in Deutschland
Nach einer Spielzeit in der Türkei ging Yücel Anfang 2011 wieder nach Oberneuland zurück. Nebst zwei Spielen für die zweite Mannschaft kam er dort für den Rest der Saison elfmal in der Regionalliga zum Einsatz. Nach dem Abstieg in die fünftklassige Bremenliga kam er in fast allen Spielen der Saison 2011/12 sowie in einem Spiel für die zweite Mannschaft in der Landesliga zum Einsatz. Am Ende konnte Yücel mit seiner Mannschaft die Meisterschaft und die Rückkehr in die Regionalliga feiern. Zur nächsten Saison wechselte er in den benachbarten Landkreis Verden zum TB Uphusen in die Oberliga Niedersachsen. Im Niedersachsenpokal erreichte er mit seiner Mannschaft in dieser Saison das Viertelfinale, scheiterte dort jedoch am BSV Rehden mit 1:4. Ab der nächsten Saison lief Yücel teilweise als Kapitän aufs Spielfeld. Zur Saison 2016/17 ging er zurück nach Bremen und schloss sich dem BSC Hastedt an, welcher zu dieser Zeit in der Bremer Landesliga spielte. Zur nächsten Saison gelang der Aufstieg in die Bremenliga. In der Saison 2017/18 positionierte Yücel sich mit seiner Mannschaft als Kapitän auf dem dritten Platz. Nach einem Kreuzbandriss kam er nach einer langen Pause ab Ende Oktober 2019 hin und wieder zum mehr Einsätzen.
Seit der Spielzeit 2022/23 ist er wieder beim TB Uphusen zurück im Kader.